# JOPUモーニング秋田
JOPUモーニング秋田（ジェイオーピーユーモーニングあきた）は、エフエム秋田で放送されていた朝の生放送番組。1985年5月1日から放送されていた長寿番組であった。当初は「マイシティー・ユアタウン」というサブタイトルが付いていた。

## 概要
放送時間は当初は平日 7:00 - 8:55（FM東京のネット番組「ジャスト・イン・ザ・モーニング」を内包）だったが、1986年4月より7:00 - 7:10にエフエム東京製作の『FMモーニング東京』のワンコーナーでやっていた「コニカさわやか列島今日はこれから」のネットが開始され、7:00 - 7:30のネット番組を独立番組にさせ7:30 - 8:55、そして7:30 - 8:00に短縮され放送された。
朝のニュースと天気予報のほか、道路情報のほか鉄道、航空便の空席情報などの交通情報に重点をおいていた。
2011年3月31日で番組は終了。同年4月から朝の自社制作生放送は金曜 7:30 - 8:55の「JOPU Morning Friday」に引き継がれた（2013年3月29日終了）。

## 放送内容

### 現在
- 7:30　オープニング・AFMニュース（偶数月は「AFM朝日新聞ニュース」、奇数月は「AFM読売新聞ニュース」）
- 7:35　ちょっとお耳に
- 7:40　スポーツトピックス
- 7:45　さきがけアラカルト
- 7:50　道路交通情報（JARTIC）
- 7:55　天気予報・エンディング

### 過去のコーナー
- 交通指導情報（他局では、交通取り締まり情報）
- みどりの窓口とフライトインフォメーション
- 秋田県からのお知らせ
- ウェルガイドあきた
- レジャー・インフォメーション
- くらしのパレット
- 市町村情報
- サウンドカプセル
- 朝のポピュラーリクエスト

ほか

## 出演者
| 期間      | 期間      | 月         | 火         | 水       | 木         | 金         |
| --------- | --------- | ---------- | ---------- | -------- | ---------- | ---------- |
| 不明      | 2003.3.28 | 工藤由佳子 | 工藤由佳子 | 工藤敦   | 工藤敦     | 工藤敦     |
| 2003.3.31 | 2007.3.30 | 工藤敦     | 工藤敦     | 工藤敦   | 戸澤賀子   | 戸澤賀子   |
| 2007.4.3  | 2009.3.27 | 工藤敦     | 畠山崇     | 吉田智絵 | 宮野さおり | 大島貴志子 |
| 2009.3.30 | 2011.3.31 | 工藤敦     | 畠山崇     | 高橋航   | 村井絵美   | 大島貴志子 |